# Wilkocin
Wilkocin is een dorp in het Poolse woiwodschap Neder-Silezië, in het district Polkowicki. De plaats maakt deel uit van de gemeente Przemków en telt 269 inwoners.